# Archichlora
Archichlora är ett släkte av fjärilar. Archichlora ingår i familjen mätare.

## Dottertaxa tillArchichlora, i alfabetisk ordning[1]
- Archichlora alophias
- Archichlora altivagans
- Archichlora ambrimontis
- Archichlora andranobe
- Archichlora ankalirano
- Archichlora ansorgei
- Archichlora antanosa
- Archichlora bevilany
- Archichlora catalai
- Archichlora chariessa
- Archichlora compacta
- Archichlora crispa
- Archichlora devoluta
- Archichlora engenes
- Archichlora epicydra
- Archichlora florilimbata
- Archichlora ghesquierei
- Archichlora griveaudi
- Archichlora hemistrigata
- Archichlora herbosa
- Archichlora herbuloti
- Archichlora ioannis
- Archichlora jacksoni
- Archichlora majuscula
- Archichlora marcescens
- Archichlora marginata
- Archichlora monodi
- Archichlora nigricosta
- Archichlora pavonina
- Archichlora perniciosa
- Archichlora petroselina
- Archichlora phyllobrota
- Archichlora povolnyi
- Archichlora pulveriplaga
- Archichlora rectilineata
- Archichlora sangoana
- Archichlora soa
- Archichlora sola
- Archichlora stellicincta
- Archichlora subrubescens
- Archichlora triangularia
- Archichlora tricycla
- Archichlora trygodes
- Archichlora vieui
- Archichlora viridicrossa
- Archichlora viridimacula